# 200 m stylem dowolnym na Mistrzostwach Europy w Pływaniu na krótkim basenie 2000
200 m stylem dowolnym mężczyzn – jedna z konkurencji rozgrywanych podczas Mistrzostw Europy w Pływaniu na krótkim basenie 2000. Konkurencja została rozegrana 17 grudnia 2000, wzięło w niej udział 17 zawodników.
Mistrzem Europy został reprezentujący Włochy Massimiliano Rosolino. Drugie miejsce zajął Czech Kvetoslav Svoboda, zaś na trzecim miejscu uplasował się Paul Palmer reprezentujący Wielką Brytanię.

## Terminarz
| Data       | Godzina |            |
| ---------- | ------- | ---------- |
| 17 grudnia | 10:29   | Eliminacje |
| 17 grudnia | 16:38   | Finał      |

## Rekordy
| Rekord                   | Zawodnik                  | Narodowość | Czas    | Miejsce   | Data            |
| ------------------------ | ------------------------- | ---------- | ------- | --------- | --------------- |
| Rekord świata            | Ian Thorpe                | Australia  | 1:41,10 | Berlin    | 6 lutego 2000   |
| Rekord Europy            | Giorgio Lamberti          | Włochy     | 1:43,64 | Bonn      | 11 lutego 1990  |
| Rekord mistrzostw Europy | Pieter van den Hoogenband | Holandia   | 47,16   | Sheffield | 12 grudnia 1998 |

## Wyniki

### Eliminacje[1]

#### Wyścig 1
| Pozycja | Tor | Zawodnik          | Narodowość      | Czas    | Uwagi |
| ------- | --- | ----------------- | --------------- | ------- | ----- |
| 1.      | 4   | Kvetoslav Svodoba | Czechy          | 1:47,90 | q     |
| 2.      | 2   | Paul Palmer       | Wielka Brytania | 1:48,09 | q     |
| 3.      | 5   | Matteo Pelliciari | Włochy          | 1:48,36 | q     |
| 4.      | 6   | Ricardo Pedroso   | Portugalia      | 1:48,74 | q     |
| 5.      | 3   | Lubos Koleda      | Białoruś        | 1:49,77 |       |

#### Wyścig 2
| Pozycja | Tor | Zawodnik         | Narodowość      | Czas    | Uwagi |
| ------- | --- | ---------------- | --------------- | ------- | ----- |
| 1.      | 4   | James Salter     | Wielka Brytania | 1:47,19 | q     |
| 2.      | 3   | Michał Sapon     | Polska          | 1:49,03 | q     |
| 3.      | 6   | Dmitrij Koptur   | Białoruś        | 1:50,70 |       |
| 4.      | 7   | Omar Fridriksson | Islandia        | 1:53,51 |       |
| -       | 5   | Christian Keller | Niemcy          | DNS     |       |
| -       | 2   | Jure Bucar       | Słowenia        | DNS     |       |

#### Wyścig 3
| Pozycja | Tor | Zawodnik              | Narodowość | Czas    | Uwagi |
| ------- | --- | --------------------- | ---------- | ------- | ----- |
| 1.      | 4   | Massimiliano Rosolino | Włochy     | 1:47,22 | q     |
| 2.      | 3   | Stefan Herbst         | Niemcy     | 1:48,74 | q     |
| 3.      | 5   | Igor Koleda           | Białoruś   | 1:49,77 |       |
| 4.      | 6   | Juha Lindfors         | Finlandia  | 1:50,48 |       |
| 5.      | 7   | Sylvain Cros          | Francja    | 1:51,51 |       |
| -       | 2   | Blaz Medvesek         | Słowenia   | DNS     |       |

### Finał[2]
| Pozycja | Tor | Zawodnik              | Narodowość      | Czas    | Uwagi |
| ------- | --- | --------------------- | --------------- | ------- | ----- |
| 1 !     | 5   | Massimiliano Rosolino | Włochy          | 1:44,63 |       |
| 2 !     | 4   | Kvetoslav Svodoba     | Czechy          | 1:45,27 |       |
| 3 !     | 6   | Paul Palmer           | Wielka Brytania | 1:46,24 |       |
| 4.      | 7   | Stefan Herbst         | Niemcy          | 1:46,72 |       |
| 5.      | 2   | Matteo Pelliciari     | Włochy          | 1:46,78 |       |
| 6.      | 4   | James Salter          | Wielka Brytania | 1:47,67 |       |
| 7.      | 1   | Ricardo Pedroso       | Portugalia      | 1:48,46 |       |
| 8.      | 8   | Michał Sapon          | Polska          | 1:48,78 |       |